# Frankfurter Büro Center
Het Frankfurter Büro Center (FBC) is een wolkenkrabber in de Duitse stad Frankfurt. De hoofdhuurder zijn de advocaten van Clifford Chance. Het is gelegen aan de Mainzer Landstraße in het Bankenviertel en staat in de lijst van hoogste gebouwen in Frankfurt.
Met een hoogte van 142 meter is dit in 1981 gebouwde bouwwerk het op veertien na hoogste gebouw van Frankfurt. De toren telt 40 verdiepingen en is eigendom van het Whitehall Street fonds.